# Rhinobatos spinosus
Rhinobatos spinosus är en rockeart som beskrevs av Günther 1870. Rhinobatos spinosus ingår i släktet gitarrfiskar, och familjen Rhinobatidae. Inga underarter finns listade i Catalogue of Life.